# مجید بهشتی
مجید بهشتی (زاده ۲۹ مهر ۱۳۳۴ در کرمان) نویسنده، تهیه‌کننده، بازیگر و کارگردان ایرانی تئاتر و تلویزیون و سینما است.

## زندگی‌نامه
مجید بهشتی در سال ۱۳۵۳ تحصیلات متوسطه را در دبیرستان آرشام کرمان در رشته طبیعی و شیمی به پایان برد و پس از اخذ دیپلم به دانشکده هنرهای دراماتیک تهران راه پیدا کرد. او تحصیلات خود را تا پایان سال ۱۳۶۵ تا سطح کارشناسی در رشته هنرپیشگی و کارگردانی ادامه داد و در سال ۱۳۸۳ در رشته کارگردانی تئاتر کارشناسی ارشد گرفت.
مجید بهشتی از بدو ورود به دانشکده هنرهای دراماتیک تهران به‌طور عملی نیز به فراگیری فن نمایش و کارگردانی پرداخت و زیر نظر استادانی چون رکن‌الدین خسروی، حمید سمندریان، بهزاد فراهانی، حسین پرورش و دیگر استادان، فن کارگردانی و بازیگری را آموخت. وی در سال ۱۳۶۰ در تلویزیون به عنوان تهیه‌کننده و کارگردان به‌کارِ تهیه و تولید سریال و فیلم سینمایی پرداخت. همزمان در سال ۱۳۷۶ مجله سینمایی فیلم و هنر را پایه‌گذاری کرد و به‌مدت ۷ سال در این مجله به عنوان مدیر مسئول و سردبیر مشغول کار بود. اما انتشار این نشریه در سال ۱۳۸۴ متوقف شد. بهشتی در دوران خدمت در رادیو و تلویزیون، کارگردانی و تهیه‌کنندگی سریال‌های بلند و نمایش‌های تلویزیونی را به عهده داشت که از رادیو و تلویزیون ایران پخش گردید. او در سال ۱۳۸۳ ایران را به مقصد انگلستان ترک کرد و در لندن اقامت دارد. فعالیت‌های هنری مجید بهشتی را می‌توان به چند بخش تقسیم کرد.

## گزیدهٔ آثار

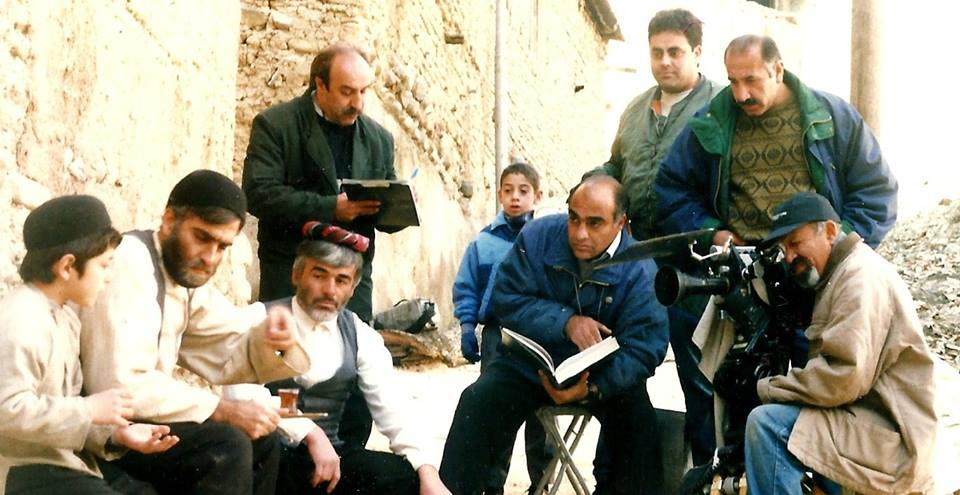
مجید بهشتی در پشت صحنه سریال بافته‌های رنج در برقان کرج

### تئاتر در ایران
| نام                   | سمت      | کارگردان          | سال  | شهر   | محل اجرا         |
| --------------------- | -------- | ----------------- | ---- | ----- | ---------------- |
| آسید کاظم             | بازیگر   | مهدی ثانی         | ۱۳۴۸ | کرمان | کاخ جوانان کرمان |
| روح بهرام             | بازیگر   | محمدرضا پورمحسنی  | ۱۳۴۸ | کرمان | کاخ جوانان کرمان |
| پهلوان                | بازیگر   | محمدرضا پورمحسنی  | ۱۳۴۹ | کرمان | کاخ جوانان کرمان |
| دولخ                  | بازیگر   | مجید بهشتی        | ۱۳۵۰ | کرمان | کاخ جوانان کرمان |
| واژه‌های پوچ دیوانگی   | بازیگر   | مجید بهشتی        | ۱۳۵۰ | کرمان | کاخ جوانان کرمان |
| چهار صندوق            | بازیگر   | مسعود یگانگی      | ۱۳۵۳ | کرمان | کاخ جوانان کرمان |
| اوج افتخار            | بازیگر   | سیروس افهمی       | ۱۳۵۴ | کرمان | کاخ جوانان کرمان |
| گوشه نشینان آلتونا    | بازیگر   | رکن‌الدین خسروی    | ۱۳۵۸ | تهران | تماشاخانه سنگلج  |
| مرگ بر آمریکا         | بازیگر   | رکن‌الدین خسروی    | ۱۳۵۸ | تهران | تماشاخانه سنگلج  |
| مردی برای تمام فصول   | بازیگر   | رکن‌الدین خسروی    | ۱۳۵۸ | تهران | اداره تئاتر      |
| سیزویه بانسی مرده است | بازیگر   | رکن‌الدین خسروی    | ۱۳۵۸ | تهران | اداره تئاتر      |
| پتک                   | بازیگر   | بهزاد فراهانی     | ۱۳۵۹ | تهران | تماشاخانه سنگلج  |
| دشمنان                | بازیگر   | رکن‌الدین خسروی    | ۱۳۵۹ | تهران | اداره تئاتر      |
| میراب                 | بازیگر   | کریم اکبری مبارکه | ۱۳۶۰ | تهران | تئاتر شهر        |
| دیار غریب             | بازیگر   | احمد طالبی‌نژاد    | ۱۳۶۱ | تهران | تئاتر شهر        |
| حنایی و روباه مکار    | بازیگر   | کریم اکبری مبارکه | ۱۳۶۲ | تهران | تئاتر شهر        |
| پرورشگاه              | کارگردان | مجید بهشتی        | ۱۳۶۳ | تهران | تالار مولوی      |
| سیزویه بانسی مرده است | کارگردان | مجید بهشتی        | ۱۳۶۵ | تهران | تئاتر کوچک تهران |
| بازرس                 | کارگردان | مجید بهشتی        | ۱۳۶۶ | تهران | تئاتر شهر        |

### تلویزیون
| نام                 | سمت                  | کارگردان          | تهیه‌کننده                    | نویسنده                                       | تعداد قسمت‌ها | شبکه     | سال تولید |
| ------------------- | -------------------- | ----------------- | ---------------------------- | --------------------------------------------- | ------------ | -------- | --------- |
| میراب               | بازیگر               | کریم اکبری مبارکه | مجید گلبابایی                | کریم اکبری مبارکه                             | ۱ قسمت       | شبکه اول | ۱۳۶۱      |
| میم مثل مصرف        | بازیگر               | کریم اکبری مبارکه | علیرضا مرادی                 | کریم اکبری مبارکه                             | ۱۳ قسمت      | شبکه اول | ۱۳۶۲      |
| مشتی صالح           | بازیگر               | مجید بهشتی        | مجید بهشتی                   | امیر مهاجر سلطانی                             | ۲۶ قسمت      | شبکه اول | ۱۳۶۳      |
| حنایی و روباه مکار  | بازیگر               | کریم اکبری مبارکه | فخر شفایی                    | کریم اکبری مبارکه                             | ۴ قسمت       | شبکه اول | ۱۳۶۴      |
| آقای همه‌فن‌حریف      | بازیگر               | مجید بهشتی        | مجید بهشتی                   | محمود شاه‌حسینی                                | ۵۲ قسمت      | شبکه اول | ۱۳۶۴      |
| اغر بخیر            | بازیگر               | مجید بهشتی        | ایرج سنندجی                  | محمود شاه‌حسینی                                | ۱۳ قسمت      | شبکه اول | ۱۳۶۵      |
| ریشه در خاک         | کارگردان و تهیه‌کننده | مجید بهشتی        | مجید بهشتی                   | افسانه پایدار                                 | ۱۰ قسمت      | شبکه اول | ۱۳۶۷      |
| دیار نفرین‌شده       | بازیگر               | قاسم سیف          | شهرزاد مهدوی - اسماعیل شنگله | مهدی کلهر                                     | ۱ قسمت       | شبکه اول | ۱۳۶۷      |
| خیالاتی (آقای دلار) | کارگردان و تهیه‌کننده | مجید بهشتی        | مجید بهشتی                   | فرهاد توحیدی                                  | ۱۰ قسمت      | شبکه اول | ۱۳۶۸      |
| قافله این عمر       | کارگردان و تهیه‌کننده | مجید بهشتی        | مجید بهشتی                   | خسرو حکیم رابط                                | ۴ قسمت       | شبکه اول | ۱۳۷۱      |
| باغ گیلاس           | کارگردان و تهیه‌کننده | مجید بهشتی        | مجید بهشتی                   | تیرداد سخایی، میترا هاشمیان، علی‌اکبر محلوجیان | ۱۳ قسمت      | شبکه اول | ۱۳۷۳      |
| بر سر دوراهی        | کارگردان             | مجید بهشتی        | میرصالح سیدحمزه، حسین عمرانی | میرصالح سیدحمزه، حسین عمرانی                  | ۸ قسمت       | شبکه اول | ۱۳۷۴      |
| بافته‌های رنج        | کارگردان و تهیه‌کننده | مجید بهشتی        | مجید بهشتی                   | علی‌محمد افغانی، حمید نعمت‌الهی                 | ۴۲ قسمت      | شبکه اول | ۱۳۷۶      |

### سینما
| نام    | نویسنده       | کارگردان   | تهیه‌کننده  | بازیگران | مدت زمان | کشور  | زبان  | سال تولید |
| ------ | ------------- | ---------- | ---------- | --- | -------- | ----- | ----- | --------- |
| مه‌بانو | حسن دولت‌آبادی | مجید بهشتی | مجید بهشتی | فیروز بهجت‌محمدی، فخری خوروش، شیوا بلوریان، مصطفی عبداللهی، هرمز سیرتی، داریوش علی‌نژاد، محمود جعفری، مرتضی ضرابی، کامران فیوضات، آزیتا لاچینی | ۹۰دقیقه  | ایران | فارسی | ۱۳۸۰      |

### نمایش‌های خارج از ایران
| نام                   | نویسنده            | کارگردان       | تهیه‌کننده       | بازیگران                                                     | کشور     | زبان  | تماشاخانه          | سال تولید |
| --------------------- | ------------------ | -------------- | --------------- | ------------------------------------------------------------ | -------- | ----- | ------------------ | --------- |
| سوزنبان               | خوان خوزه اره اولاً | رکن‌الدین خسروی | خانه امید       | مجید بهشتی، جواد شمس                                         | انگلستان | فارسی | جروود وانبرو       | ۱۳۸۷      |
| نمایش مرگ در می‌زند    | وودی آلن           | رکن‌الدین خسروی | خانه امید       | مجید بهشتی، دیدار رزاقی                                      | انگلستان | فارسی | جروود وانبرو       | ۱۳۸۷      |
| سیزویه بانسی مرده است | آثول فوگارد        | مجید بهشتی     | مجید بهشتی      | جواد شمس، سامان خلاوه                                        | انگلستان | فارسی | خانه امید          | ۱۳۹۰      |
| مرگ و دوشیزه          | آریل دورفمان       | مجید بهشتی     | گروه تئاتر امید | کوروش افشارپناه، جواد شمس، سودابه فرخ‌نیا                     | انگلستان | فارسی | تماشاخانه بول لندن | ۱۳۹۲      |
| واژه‌های پوچ           | مسعود کرمانی       | مجید بهشتی     | مسعود کرمانی    | مجید بهشتی، جواد شمس، مهرنوش خرسند، رضا بهرنگ، زهره رستمخانی | انگلستان | فارسی | رادا لندن          | ۱۳۹۳      |